# Herrarnas lagtävling i tempolopp i landsvägscykling vid olympiska sommarspelen 1980
Herrarnas lagtempolopp i landsvägscykling vid olympiska sommarspelen 1980 ägde rum söndagen den 20 juli 1980 på motorvägen till Minsk.

## Medaljörer
| Event                  | Guld                                                                    | Silver                                                                | Brons                                                                      |
| Herrarnas lagtempolopp | Sovjetunionen Yury Kashirin Oleg Logvin Sergei Shelpakov Anatoly Yarkin | Östtyskland Falk Boden Bernd Drogan Olaf Ludwig Hans-Joachim Hartnick | Tjeckoslovakien Michal Klasa Vlastibor Konečný Alipi Kostadinov Jiří Škoda |

## Resultat
| Placering | Cyklister                                                                               | Lag             | Tid       |
| --------- | --------------------------------------------------------------------------------------- | --------------- | --------- |
| 1         | Juri Kasjirin Oleg Logvin Sergej Sjelpakov Anatoli Jarkin                               | Sovjetunionen   | 2:01:21,7 |
| 2         | Falk Boden Bernd Drogan Olaf Ludwig Hans-Joachim Hartnick                               | Östtyskland     | 2:02:53,2 |
| 3         | Michal Klasa Vlastibor Konecný Alipi Kostadinov Jiri Škoda                              | Tjeckoslovakien | 2:02:53,9 |
| 4         | Stefan Ciekanski Jan Jankiewicz Czeslaw Lang Witold Plutecki                            | Polen           | 2:04:13,8 |
| 5         | Mauro De Pellegrin Gianni Giacomini Ivano Maffei Alberto Minetti                        | Italien         | 2:04:36,2 |
| 6         | Borislav Asenov Venelin Chubenov Jordan Pentjev Nentjo Staikov                          | Bulgarien       | 2:05:55,2 |
| 7         | Harry Hannus Kari Puisto Patrick Wackström Sixten Wackström                             | Finland         | 2:05:58,2 |
| 8         | Bruno Bulic Vinko Poloncic Bojan Ropret Bojan Udovic                                    | Jugoslavien     | 2:07:12,0 |
| 9         | Robert Downs Desmond Fretwell Stephen Jones Joseph Waugh                                | Storbritannien  | 2:07:30,6 |
| 10        | Per Kaersgaard Michael Marcussen Jesper Worre Jørgen Pedersen                           | Danmark         | 2:07:42,3 |
| 11        | Kevin Bradshaw Remo Sansonetti David Scarfe Michael Wilson                              | Australien      | 2:08:25,2 |
| 12        | Anders Adamson Bengt Asplund Mats Gustafsson Håkan Karlsson                             | Sverige         | 2:08:33,7 |
| 13        | Johann Lienhart Peter Muckenhuber Herbert Spindler Johann Summer                        | Österrike       | 2:09:17,7 |
| 14        | Gilbert Glaus Fritz Joost Jürg Luchs Richard Trinkler                                   | Schweiz         | 2:09:48,9 |
| 15        | Guus Bierings Jack Hanegraaf Theo Hogervorst Adri Van der Poel                          | Nederländerna   | 2:10:17,3 |
| 16        | Patrick du Chau Marc Sergeant Gerrit van Gestel Leo Wellens                             | Belgien         | 2:10:27,5 |
| 17        | Tamás Csathó László Halász Zoltán Halász András Takács                                  | Ungern          | 2:10:54,9 |
| 18        | Claudio Perez Olinto Silva Juan Arroyo Mario Medina                                     | Venezuela       | 2:14:15,8 |
| 19        | Luvsandagva Jargalsaikhan Batsukh Khyankharvaa Damdinsuren Orgodol Dashjamts Tumurbator | Mongoliet       | 2:15:04,5 |
| 20        | Joseph Farrugia Albert Micallef Carmel Muscat Alfred Tonna                              | Malta           | 2:23:50,1 |
| 21        | Ali Hamed Elaila Mohamed Elkamaa Nuri Kaheil Khalid Shebani                             | Libyen          | 2:24:48,2 |
| 22        | Charles Bana Toussaint Fouda Joseph Kono Robert Nicolas Owona                           | Kamerun         | 2:26:46,6 |
| 23        | Hailemichael Kedir Ayele Mekonnen Mekonnen Tadesse Alemayehu Tilahun                    | Etiopien        | 2:35:47,8 |